# محمد عبد العزيز (لاعب كرة قدم بحريني)
محمد عبد العزيز لاعب كرة قدم بحريني يلعب حاليا لصالح نادي الدرجة الأولى الحد البحريني في خط الوسط.

## الإنجازات
- الدرجة الأولى (1): 2016
- كأس ملك البحرين (1): 2015